# Nati nel 1424
| Questa pagina contiene informazioni ricavate automaticamente dalle voci biografiche con l'ausilio del template Bio e di un bot. L'aggiornamento è periodico e automatico e ricostruisce completamente la pagina. Se manca una persona in questa lista, sei pregato di non aggiungerla, ma accertati piuttosto che la sua voce biografica contenga il template Bio e che i dati anagrafici siano correttamente compilati. Se il template Bio manca, inseriscilo tu stesso o, in alternativa, metti l'avviso {{tmp\|Bio}} che ne segnala la mancanza. Se i dati riportati sono sbagliati, correggi direttamente la voce biografica; le modifiche saranno visibili in questa lista entro pochi giorni. Per chiarimenti vedi il progetto biografie. La lista contiene solo le 24 persone che sono citate nell'enciclopedia e per le quali è stato implementato correttamente il template Bio. Pagina aggiornata al 26 mar 2025. |

- 1º gennaio - Ludovico IV del Palatinato, nobile tedesco († 1449)
- 8 febbraio - Cristoforo Landino, umanista, poeta e filosofo italiano († 1498)
- 21 febbraio - Benedetto degli Alessandri, nobile e politico italiano († 1493)
- 14 aprile - Al-ʿAzīz Jamāl al-Dīn Yūsuf, sultano egiziano
- 9 giugno - Bianca di Trastámara, principessa spagnola († 1464)
- 2 agosto - Giovanni II di Lorena, duca francese († 1470)
- 10 agosto - Bonifacio III del Monferrato, marchese († 1494)
- 31 ottobre - Ladislao III di Polonia, re († 1444)
- 25 dicembre - Margherita Stewart, principessa scozzese († 1445)
- García Álvarez de Toledo y Carrillo, nobile e ufficiale spagnolo († 1488)
- Beatrice de Silva, religiosa portoghese († 1492)
- Sante Bentivoglio, nobile († 1463)
- Piero Borgi, matematico italiano
- Isabella di Chiaromonte, sovrana italiana († 1465)
- Federico di Altmark, nobile († 1463)
- Abu Sa'id Mirza, sovrano persiano († 1469)
- Bonino Mombrizio, umanista, scrittore e filologo italiano († 1478)
- Jacopo Orsini, nobile italiano († 1482)
- Tommaso Portinari, banchiere e mecenate italiano († 1501)
- Sagramoro Sagramori, vescovo cattolico e diplomatico italiano († 1482)
- Tito Vespasiano Strozzi, poeta italiano († 1505)
- Alessandro Tartagni, giurista italiano († 1477)
- Luigi I del Palatinato-Zweibrücken, nobile tedesco († 1489)
- Adrian von Bubenberg, militare e politico svizzero († 1479)